# Rio Bzura
O rio Bzura é um rio da Polónia, afluente do rio Vístula pela margem esquerda, confluindo perto de Wyszogród. Tem 166 km de comprimento e drena uma bacia de 7788 km2.
Durante a Segunda Guerra Mundial as forças polacas mantiveram oposição importante contra a Wehrmacht numa tentativa de deter o avanço sobre Varsóvia na chamada Batalha de Bzura.

## Cidades banhadas
- Zgierz
- Aleksandrów Łódzki
- Ozorków
- Łęczyca
- Łowicz
- Sochaczew
- Brochów
- Wyszogród

## Afluentes
Os principais afluentes são:
- pela margem direita:
  - Rio Linda
  - Rio Moszczenica
  - Rio Mroga
  - Rio Struga
  - Rio Bobrówka
  - Rio Skierniewka
  - Rio Rawka
  - Rio Pisia
  - Rio Sucha 
  - Rio Utrata
  - Rio Łasica

- pela margem esquerda:
  - Rio Witonia
  - Rio Ochnia
  - Rio Słudwia